# Пайшева, Мэри
Мэри А. Пайшева (фин. Mary Paischeff; 6 августа 1899, Выборг, Великое княжество Финляндское — 7 ноября 1975, Хельсинки, Финляндия) — одна из первых финских балерин русского происхождения; с 1922 года — прима-балерина Финского национального балета.

## Биография
Родилась 6 августа 1899 года в Выборге, в Великом княжестве Финляндском. Обучалась балетному мастерству в Санкт-Петербурге и была в числе первых артистов балета, которых осенью 1921 года вместе с балетмейстером Георгом Ге пригласили в труппу Финского национального балета.
В январе 1922 года балерина исполнила главную партию Одетты-Одилии в «Лебедином озере» — первой постановке балетной труппы на сцене Финского национального театра. Позднее работала в качестве преподавателя в школе балета, а в 1932 году организовала свою балетную школу в Хельсинки. Также преподавала в Шведском театре. В 1956 году награждена высшей наградой Финляндии для деятелей искусства — медалью «Pro Finlandia».
Скончалась 7 ноября 1975 года в Хельсинки.